# Carovana verso il West
Carovana verso il West (Westward Ho, the Wagons!) è un film del 1956 diretto da William Beaudine.
È un western statunitense per famiglie con Fess Parker, Kathleen Crowley e Jeff York. È basato sul romanzo del 1934 The Children of the Covered Wagon di Mary Jane Carr.

## Produzione
Il film, diretto da William Beaudine su una sceneggiatura di Thomas W. Blackburn e un soggetto di Mary Jane Carr, fu prodotto da Bill Walsh, come produttore associato, per la Walt Disney Productions e girato nel Janss Conejo Ranch a Thousand Oaks, California, dal 16 gennaio al 23 marzo 1956. Il titolo di lavorazione fu Children of the Covered Wagon.

## Distribuzione
Il film fu distribuito con il titolo Westward Ho, the Wagons! negli Stati Uniti dal 20 dicembre 1956 al cinema dalla Buena Vista Film Distribution Company. Il film fu poi trasmesso in televisione come episodio in due parti della serie antologica Disneyland nel 1961
Altre distribuzioni:
- in Messico nel 1957 (La Odisea del Oeste)
- in Finlandia il 17 maggio 1957 (Länteen! Länteen)
- in Francia il 7 agosto 1957 (Vankkurit valtaavat Lännen)
- in Danimarca il 12 agosto 1957
- in Italia il 20 settembre 1957 (Carovana verso il West)
- in Germania Ovest il 15 novembre 1957 (Zug der Furchtlosen)
- in Svezia il 25 novembre 1957 (Mot väst! Mot väst!)
- in Austria il 6 giugno 1958 (Zug der Furchtlosen)
- in Giappone il 19 agosto 1958
- in Uruguay il 9 settembre 1959
- in Brasile (A Odisseia do Oeste)
- in Spagna (Caravana de prisioneros)
- in Finlandia (!)
- in Francia (Sur la piste de l'Oregon)

## Critica
Secondo il Morandini il film è un "innocuo western per famiglie" in cui neanche gli indiani sono poi così cattivi.